# Saint Lucia op de Olympische Zomerspelen 2016
Saint Lucia nam deel aan de Olympische Zomerspelen 2016 in Rio de Janeiro, Brazilië. De selectie bestond uit vijf atleten, actief in drie verschillende sporten: één sporter meer dan in 2012.

## Deelnemers en resultaten
(m) = mannen, (v) = vrouwen 

### Atletiek
| Olympiër            | Discipline       | Resultaat | Prestatie                                                  |
| ------------------- | ---------------- | --------- | ---------------------------------------------------------- |
| Jahvid Best         | 100m (m)         | 54e       | serie 7: 7de in 10,39                                      |
|                     |                  |           |                                                            |
| Jeanelle Scheper VS | hoogspringen (v) | 25e       | kwalificatie groep B: 13de met 1,89m                       |
| Levern Spencer VO   | hoogspringen (v) | 6e        | kwalificatie groep A: 1ste met 1,94m finale: 6de met 1,93m |

### Zeilen
| Olympiër                | Discipline       | Resultaat | Prestatie                                  |
| ----------------------- | ---------------- | --------- | ------------------------------------------ |
| Stephanie Devaux-Lovell | Laser Radial (v) | 29e       | 226 punten: (29-25-30-33-30-29-24-3-27-30) |

### Zwemmen
| Olympiër      | Discipline         | Resultaat | Prestatie             |
| ------------- | ------------------ | --------- | --------------------- |
| Jordan Augier | 50m vrije slag (v) | 45e       | serie 6: 5de in 23,28 |